# I. Lajos hesseni nagyherceg
I. Lajos hesseni nagyherceg, előbb X. Lajos hessen–darmstadti tartománygróf (németül: Landgraf Ludwig X. von Hessen–Darmstadt / Großherzog Ludwig I. von Hessen und bei Rhein; Prenzlau, 1753. június 14. – Darmstadt, 1830. április 6.) 1790–1806 között Hessen–Darmstadt tartománygrófja, 1806–1830 között Hessen nagyhercege.

## Származása és ifjúkora
Lajos herceg 1753 júniusában jött világra IX. Lajos hessen–darmstadti tartománygróf és Henrietta Karolina pfalz–zweibrückeni hercegnő harmadik gyermekeként, egyben legidősebb fiaként. Művelt, széles látókörű édesanyja nagy gondot fordított neveltetésére. A fiatal herceg édesanyja ösztökélésére és támogatásával 1769-ben jelentkezett a leideni egyetemre, a kor egyik legnevesebb oktatási intézményébe. Tanulmányait két éven át folytatta az egyetem falai között; majd az iskola elvégzése után angliai utazásra indult, s közben kitérőt tett Párizsba is, ahol megismerkedett a kor jeles gondolkodóival.
1773-ban egyik húga, Vilma Lujza feleségül ment Pál orosz trónörökös nagyherceghez. Az esküvő alkalmával Lajos herceg jó barátságot alakított ki vejével, aki meghívta magához Szentpétervárra. A herceg elfogadta az ajánlatot és Oroszországba utazott. 1774-ben harcolt az orosz–török háborúban, melynek során magas tiszti rangra emelkedett az orosz hadseregben. Két évig maradt húga udvarában; az orosz földet csak 1775 szeptemberében hagyta el. Hazatérése után nem sokkal eljegyzést kötött Zsófia Dorottya württembergi hercegnővel; az eljegyzést azonban felbontották, mikor Lajos herceg húga meghalt, ily módon ugyanis Zsófia Dorottya nőül tudott menni a megözvegyült orosz trónörököshöz. Az eljegyzés felbontásáért cserébe Lajos trónörökös tetemes összeget kapott kárpótlásul II. Katalin orosz cárnőtől.
A herceg ekkor egyik rokona, Károly Ágost szász–weimar–eisenachi nagyherceg udvarába ment. A nagyhercegi udvar az európai kulturális élet egyik központja volt, itt dolgozott például Johann Wolfgang von Goethe is, akivel Lajos trónörökös közelebbi kapcsolatba került. A weimari udvart még azután sem hagyta ott, hogy 1777 februárjában oltár elé állt unokatestvérével, Lujza Henrietta hercegnővel.

## Uralkodása
1790. április 6-án meghalt IX. Lajos tartománygróf. A trónörökös X. Lajos néven lépett örökébe; s rögtön hazatért feleségével Darmstadtba. Az új uralkodó nehéz körülmények között találta magát; az egy évvel korábban kitört francia forradalom eszméi ugyanis eddigre elértek a hesseni területekre is. A nemesség kiváltságaival és az uralkodóval szembeni ellenszenv egyre erősebb mértékben jelentkezett. 1792 áprilisában az tartománygróf egy, országa erőforrásait nagyon is kimerítő sereget küldött a franciák ellen. A hadjárat sikertelennek bizonyult; Hanau–Lichtenberg grófsága a Rajna bal partján a franciák kezére került. A későbbi harcok is jelentős területi veszteségeket hoztak a hesseni állam számára; illetve a békekötés fejében le kellett mondania többek között a Rajna vonalától balra eső országrészek nagy hányadáról.
1805-ben az tartománygróf újból háborúba lépett az osztrákok oldalán, ismét a franciák ellen; csakhogy I. Napóleon francia császár sikereit látván 1806. július 12-én több más német állammal együtt – például Badennel, Württemberggel és Nassauval – csatlakozott a francia császár által felügyelt Rajnai Szövetséghez, hozzájárulva ezzel az egységes Német-római Birodalom felbomlásához. Cserébe a franciákkal szövetséges államok uralkodóit előkelőbb helyre léptették, ekképpen X. Lajos az tartománygrófi cím helyett az egyesített hesseni államok nagyhercege lett I. Lajos néven. Az egyesült Hesseni Nagyhercegség magába foglalta az addig külön tartománygrófságként létező Hessen–Darmstadtot, Hessen–Homburgot és Hessen–Kasselt is, valamint számos kisebb várost és grófságot, többek között Leiningent, Lowensteint és Stollberget.
A területi nyereségek és a magasabb titulus áraként a hesseni csapatok a porosz–osztrák–orosz seregek ellen vonultak hadba francia szövetségesként. A háborúzás hatalmas terhet rótt az országra, a sereg felszerelésének és ellátásának anyagi hátterét a nagyherceg hitelek felvételével igyekezett megteremteni. Ennek eredményeként az ország 1808 és 1810 között óriási mértékben eladósodott. 1813. október 19-én a hesseni erők megfutamodtak a lipcsei csata során elszenvedett kínos vereség következtében és majdhogynem a Rajna vonaláig vonultak vissza. Az ellenséges csapatok ekkor már olyan közel jártak a hesseni határhoz, hogy I. Lajos nagyherceg Mannheimbe menekült családjával. A háborút lezáró bécsi kongresszuson a vezető nagyhatalmak határozata szerint I. Lajosnak le kellett mondania a Napóleonnal szövetségben megszerzett vesztfáliai területekről és vissza kellett adnia Hessen–Homburg szuverenitását és önállóságát; a Hesseni Nagyhercegséghez csatolták cserébe Rheinhessen vidékét Mainz városával együtt a Rajna bal partjáról. A kongresszuson minden állam elismerte továbbá a hesseni uralkodók nagyhercegi címét; illetve az állam felvette a Hessen und bei Rhein nevet.
I. Lajos nagyherceg dinamikusan fogott hozzá a háborúktól sújtott ország újjáépítéséhez. 1816. május 15-én megszüntették a jobbágyságot. A nagyherceg támogatta a mezőgazdaság, azon belül is elsősorban az állattenyésztés fejlesztését. Szintén sok pénzt áldozott a kultúrára – a fővárosban egy új színházat és egy múzeumot is felavattak – és az oktatás színvonalának emelésére. Állami beruházásokat hajtottak végre, például víztározót alakítottak ki a folyón és utakat építettek, elősegítve ezzel a kereskedelem fellendülését. 1819. február 16-án a kormány kihirdette a nagyherceg javaslatát, mely szerint 1820. tavaszára országgyűlést hív egybe és alkotmányt fektet le. Eredetileg az alkotmány március 18-án lépett volna életbe; viszont többször is vissza kellett hívni, mivel a tanácsadók kifogásokat tettek ellene. A végleges alkotmányt végül majdnem féléves késéssel, 1820. december 21-én léptették érvénybe egy díszes ünnepség keretében. A kereskedelem segítése érdekében 1828. január 1-jén hatályba lépett a porosz–hesseni vámügyi megegyezés.

## Házassága és gyermekei

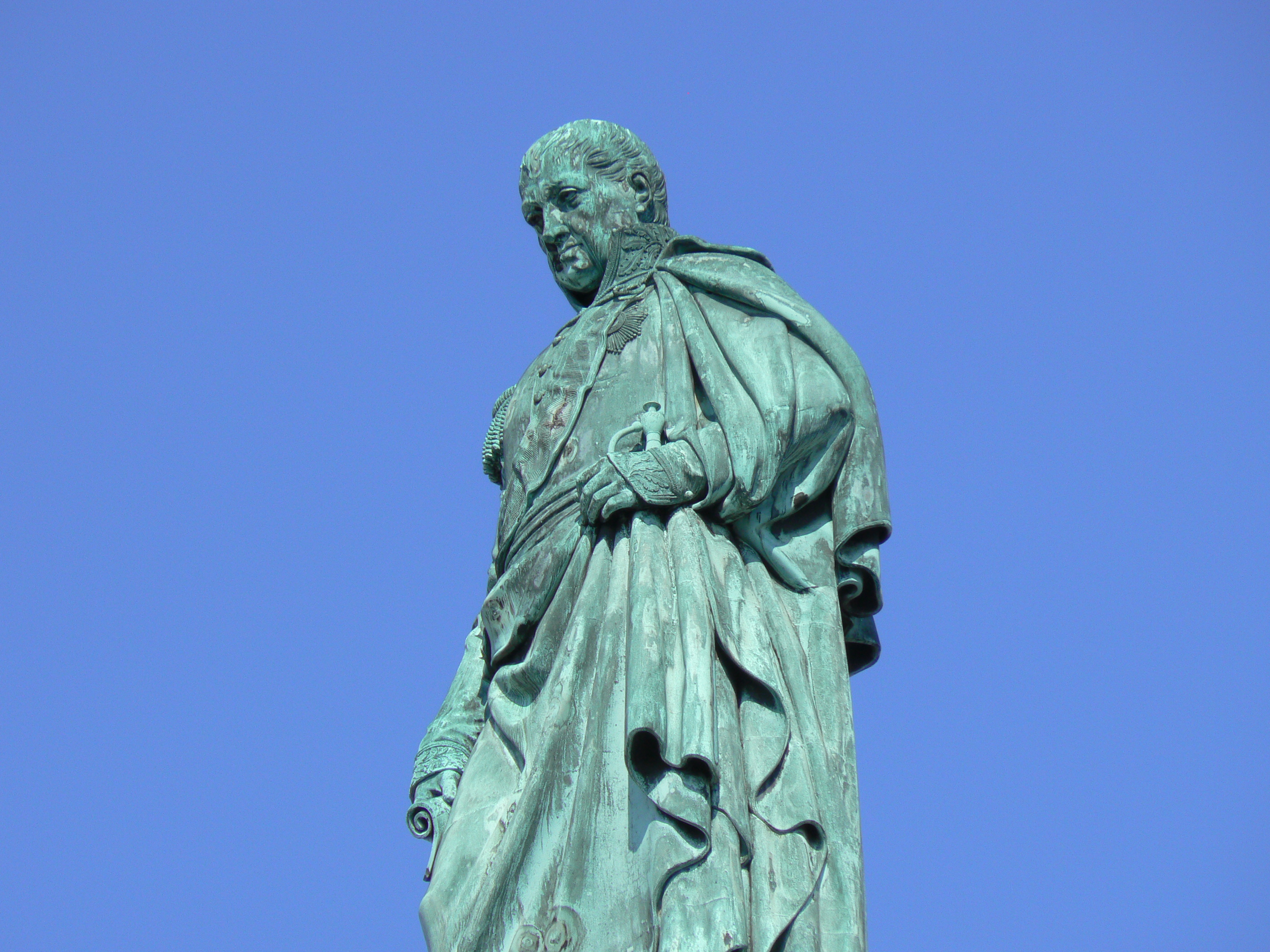
I. Lajos hesseni nagyherceg szobra Darmstadtban

I. Lajos hesseni nagyherceg 1777. február 19-én feleségül vette Lujza Henrietta hessen–darmstadti hercegnőt (1761–1829), elsőfokú unokatestvérét, György Vilmos hessen–darmstadti herceg leányát. Boldog házasságukból hat gyermek született:
- Lajos herceg (1777. december 26. – 1848. június 16.), később Hessen nagyhercege
- Lujza hercegnő (1779. január 16. – 1811. április 18.), házassága révén anhalt–kötheni hercegné
- György herceg (1780. augusztus 31. – 1856. április 17.), morganatikus házasságra lépett szendrői nemes Török Karolinával
- Frigyes herceg (1788. május 14. – 1867. március 16.)
- Emil herceg (1790. szeptember 3. – 1856. április 30.)
- Gusztáv herceg (1791. december 18. – 1806. január 30.), gyermekként elhalálozott.

Lujza Henrietta nagyhercegné közel egy évvel férje előtt, 1829. október 24-én halt meg. I. Lajos nagyherceg 1830. április 6-án követte őt a másvilágra a hesseni fővárosban. Örököse legidősebb fia lett. A nagyherceg emlékének 1844-ben egy monumentális emlékművet, a Langer Ludwigot szenteltek a főváros legnagyobb terén, melyet szintén az ő tiszteletére neveztek el Luisenplatznak.

## Fordítás
- Ez a szócikk részben vagy egészben a Louis I, Grand Duke of Hesse című angol Wikipédia-szócikk ezen változatának fordításán alapul.  Az eredeti cikk szerkesztőit annak laptörténete sorolja fel. Ez a jelzés csupán a megfogalmazás eredetét és a szerzői jogokat jelzi, nem szolgál a cikkben szereplő információk forrásmegjelöléseként.